# Temperatura (singel)
Temperatura (styl. TEMPERATURA) – singel Skolima, który został wydany jako wydanie własne 24 maja 2023 za pośrednictwem E-Muzyka.
Nagranie otrzymało w Polsce status diamentowej płyty 19 czerwca 2024.

## Twórcy
Opracowane na podstawie materiałów źródłowych.
- Skolim – wokal, tekst

- CrackHouse
  - Hellfield (Michał Kacprzak) – produkcja, kompozycja, tekst
  - Divix (Dawid Łopatowski) – produkcja, kompozycja, tekst

- Luxon – produkcja, kompozycja

## Lista utworów
- Digital download[1]

1. „TEMPERATURA” – 3:07

## Teledysk
Do utworu powstał teledysk, który udostępniono 19 maja 2023 za pośrednictwem serwisu YouTube.

## Certyfikaty i sprzedaż
| Kraj          | Certyfikat       | Sprzedaż |
| ------------- | ---------------- | -------- |
| Polska (ZPAV) | diamentowa płyta | 250 000+ |